# Progressive Rock Friends
Progressive Rock Friends es un álbum recopilatorio de la banda británica de rock progresivo Asia y fue lanzado en 2008 por Cleopatra Records.
Este álbum compilatorio es distinto a otros de la banda: Progressive Rock Friends contiene 6 canciones en directo escritas e interpretadas por Asia, mientras que los ocho temas restantes son cóvers de Boston, Led Zeppelin y Pink Floyd y fueron grabados en estudio por músicos invitados de las bandas Emerson, Lake & Palmer, Gentle Giant, Jethro Tull, King Crimson, Styx, The Doors, Toto, XTC y Yes.
Las canciones de este compilado se encuentran originalmente en los álbumes en vivo de Asia Live in Moscow y Asia Enso Kai: Live in Tokyo 1983 publicados en 1991 y 2001 respectivamente; Back Against the Wall de 2005 y Return to the Dark Side of the Moon de 2006 de los álbumes de tributo a Pink Floyd y Led Box: The Ultimate Tribute To Led Zeppelin del 2008, ambos de Billy Sherwood.

## Lista de canciones
| Side one |                                |                                             |          |  |
| N.º      | Título                         | Escritor(es)                                | Duración |  |
| 1.       | «Heat of the Moment»           | John Wetton / Geoff Downes                  | 5:14     |  |
| 2.       | «The Smile Has Left Your Eyes» | John Wetton                                 | 4:50     |  |
| 3.       | «Sole Survivor»                | Wetton / Downes                             | 6:24     |  |
| 4.       | «Don't Cry»                    | Wetton / Downes                             | 5:18     |  |
| 5.       | «Only Time Will Tell»          | Wetton / Downes                             | 5:00     |  |
| 6.       | «Here Comes the Feeling»       | Wetton / Downes                             | 5:30     |  |
| 7.       | «Comfortably Numb»             | David Gilmour / Roger Waters                | 6:53     |  |
| 8.       | «Brain Damage»                 | Roger Waters                                | 3:51     |  |
| 9.       | «More Than a Feeling»          | Tom Scholz                                  | 4:35     |  |
| 10.      | «Mother»                       | Roger Waters                                | 6:00     |  |
| 11.      | «The Thin Ice»                 | Roger Waters                                | 6:23     |  |
| 12.      | «Money»                        | Roger Waters                                | 6:23     |  |
| 13.      | «Black Dog»                    | Jimmy Page / Robert Plant / John Paul Jones | 6:14     |  |
| 14.      | «In the Flesh?»                | Roger Waters                                | 3:20     |  |

## Créditos

### Asia
- John Wetton — voz principal y bajo (en las canciones 1 a la 5 y 10)
- Greg Lake — voz principal y bajo (en la canción 6)
- Geoff Downes — teclados (en las canciones 1 a la 6 y 8) y coros (en las canciones 1 a la 6)
- Carl Palmer — batería (en las canciones 1 a la 6)
- Steve Howe — guitarra (en la canción 6)
- Pat Thrall — guitarra (en las canciones 1 a la 5)

### Músicos invitados
- Billy Sherwood — voz principal (en las canciones 7, 9 y 14), guitarra (en las canciones 7, 9, 10, 12 y 13), bajo (en las canciones 9 y 13), teclado (en las canciones 7, 11, 12 y 14) y coros (en la canción 9)
- Chris Squire — voz y bajo (en la canción 7)
- Colin Moulding — voz principal (en la canción 8)
- Ian Anderson — voz (en la canción 11)
- Tommy Shaw — voz (en la canción 12)
- Michael White — voz (en la canción 13)
- Adrian Belew — voz (en la canción 14) y guitarra (en la canción 10)
- Michael Sherwood — voz principal (en la canción 14) y coros (en la canción 8)
- Jordan Berliant — guitarra (en la canción 7)
- Robby Krieger — guitarra y sitar (en la canción 8)
- Gary Green — guitarra (en las canciones 11, 12 y 14)
- Del Palmer — bajo (en la canción 8)
- Tony Levin — bajo (en las canciones 11 y 12)
- John Giblin — bajo (en la canción 14)
- Alan White — batería (en las canciones 7, 9, 10, 13 y 14)
- Vinnie Colaiuta — batería (en la canción 8)
- Jay Schellen — batería (en la canción 11)
- Bill Bruford — batería (en la canción 12)
- Tony Kaye — teclado (en la canción 9)
- Steve Porcaro — teclado (en la canción 10)
- Keith Emerson — órgano y teclado (en las canciones 13 y 14)
- Edgar Winter — saxofón (en la canción 12)